# Indywidualne Mistrzostwa Polski w Zapasach 2015
Mistrzostwa Polski w Zapasach w 2015 zostały rozegrane w dniach 24–26 kwietnia w Zgierzu. Były to 23. mistrzostwa kobiet, 68. mistrzostwa mężczyzn w stylu wolnym oraz 85. mistrzostwa mężczyzn w stylu klasycznym.

## Medaliści

### Kobiety
| Kategoria: | Złoto:                                     | Srebro:                              | Brąz:                                                                   |
| 48 kg      | Iwona Matkowska Grunwald Poznań            | Anna Łukasiak AZS-AWF Warszawa       | Angelika Dytrych Cement Gryf Chełm Sara Jezierzańska Dąb Brzeźnica      |
| 53 kg      | Katarzyna Krawczyk Cement Gryf Chełm       | Paula Kozłow Unia Racibórz           | Ilona Sobczyńska Cement Gryf Chełm Sylwia Szulc Olimpijczyk Radom       |
| 55 kg      | Roksana Zasina ZTA Zgierz                  | Natalia Kubaty Slavia Ruda Śląska    | Karolina Krawczyk Cement Gryf Chełm Daria Szymeczko Slavia Ruda Śląska  |
| 58 kg      | Paulina Grabowska AZS-AWF Warszawa         | Karolina Wieczerza Cement Gryf Chełm | Marta Chruściel Orlęta Łuków Aneta Skomorucha Cement Gryf Chełm         |
| 60 kg      | Agnieszka Król Unia Racibórz               | Nikola Chluba Dąb Brzeźnica          | Paulina Czerska Agros Żary Jowita Wrzesień CSiR Dąbrowa Górnicza        |
| 63 kg      | Monika Michalik Grunwald Poznań            | Beata Federowicz Cement Gryf Chełm   | Izabela Strzałka AZS-AWF Warszawa Agata Tatar Dąb Brzeźnica             |
| 69 kg      | Agnieszka Wieszczek-Kordus Grunwald Poznań | Anna Uroda Zapasy Kołobrzeg          | Weronika Maleszka Cement Gryf Chełm Natalia Strzałka Slavia Ruda Śląska |
| 75 kg      | Anna Wawrzycka Cement Gryf Chełm           | Marzena Horoszko Grapler Bieruń      | Patrycja Howis AZS-AWF Warszawa Anna Urbanowicz Cement Gryf Chełm       |

### Mężczyźni

#### Styl wolny
| Kategoria: | Złoto:                               | Srebro:                                 | Brąz:                                                              |
| 57 kg      | Adrian Hajduk Slavia Ruda Śląska     | Patryk Ołenczyn Dąb Brzeźnica           | Adam Bieńkowski AKS Białogard Patryk Szałowski Pogoń Ruda Śląska   |
| 61 kg      | Tomasz Ogonowski AKS Białogard       | Radosław Kisiel Grunwald Poznań         | Patryk Dworczyk Orzeł Namysłów Dawid Romanowicz ZTA Zgierz         |
| 65 kg      | Krzysztof Bieńkowski AKS Białogard   | Mateusz Nejman ZTA Zgierz               | Łukasz Grzybowski Stal Rzeszów Rafał Statkiewicz Grunwald Poznań   |
| 70 kg      | Magomedmurad Gadżijew AKS Białogard  | Paweł Albinowski Mazowsze Teresin       | Marcin Majka ZTA Zgierz Arkadiusz Szeja Piast Wola                 |
| 74 kg      | Krystian Brzozowski Orzeł Namysłów   | Michał Guza Grunwald Poznań             | Kamil Rybicki Mazowsze Teresin Andrzej Sokalski Slavia Ruda Śląska |
| 86 kg      | Sebastian Jezierzański Dąb Brzeźnica | Robert Strzałka Pogoń Ruda Śląska       | Hubert Mazurek Iskra Spiczyn Krzysztof Sadowik Śląsk Milicz        |
| 97 kg      | Radosław Baran Grunwald Poznań       | Radosław Marcinkiewicz Orzeł Namysłów   | Mateusz Filipczak LKS Ceramik Krotoszyn Szymon Janz ZKS Koszalin   |
| 125 kg     | Robert Baran LKS Ceramik Krotoszyn   | Dariusz Filipczak LKS Ceramik Krotoszyn | Adam Filipczak LKS Ceramik Krotoszyn Kamil Kościółek Stal Rzeszów  |

#### Styl klasyczny
| Kategoria: | Złoto:                                      | Srebro:                                    | Brąz:                                                                         |
| 59 kg      | Arkadiusz Gucik Unia Racibórz               | Dawid Szkodziński AKS Piotrków Trybunalski | Mateusz Bierzanowski Cement Gryf Chełm Grzegorz Matysek Cement Gryf Chełm     |
| 66 kg      | Mateusz Bernatek AKS Piotrków Trybunalski   | Daniel Rutkowski Olimpijczyk Radom         | Mateusz Kasprzak Olimpijczyk Radom Grzegorz Wanke ZKS Miastko                 |
| 71 kg      | Edgar Melkumov AKS Piotrków Trybunalski     | Przemysław Kraczkowski Śląsk Wrocław       | Roman Pacurkowski AZS-AWF Warszawa Mateusz Wanke Unia Racibórz                |
| 75 kg      | Edgar Babayan Sobieski Poznań               | Mateusz Wolny Unia Racibórz                | Łukasz Charzewski Heros Czarny Bór Jacek Tomaszewski AKS Piotrków Trybunalski |
| 80 kg      | Jakub Tim Sobieski Poznań                   | Dariusz Ryżykow Podlasie Białystok         | Piotr Główka Cement Gryf Chełm Michał Król AKS Piotrków Trybunalski           |
| 85 kg      | Damian Janikowski Śląsk Wrocław             | Tadeusz Michalik Sobieski Poznań           | Dawid Pawlik AKS Piotrków Trybunalski Mateusz Treder Olimpijczyk Radom        |
| 98 kg      | Radosław Grzybicki AKS Piotrków Trybunalski | Erwin Imbierski Agros Żary                 | Dmytro Kaczmar Olimpijczyk Radom Łukasz Konera AKS Piotrków Trybunalski       |
| 130 kg     | Łukasz Banak Śląsk Wrocław                  | Mariusz Nikiel PTC Pabianice               | Andrzej Deberny AKS Piotrków Trybunalski Seweryn Szreder AZS-AWF Warszawa     |